# 查文徽
查文徽（？—？），字光慎，歙州休寧人，南唐官員。

## 生平
楊吳李昪輔政時期，受到李昪和宋齊丘賞識，出任領浙西節鎭徐知諤判官。李昪受禪建立南唐後，查文徽擔任監察御史。李璟即位後，改任諫議大夫、中書舍人，後升為樞密副使。
閩國國主王延羲與其兄王延政相攻，王延政以建州建國，國號殷，而王延羲被其將朱文進所殺。李璟想討伐朱文進，查文徽認爲王延政製造首亂，應先討伐他。翰林待詔臧循，是查文徽老鄉，曾經在閩國經商，熟悉其山川地形，藉機提出進兵之策。查文徽好戰，於是請求出征，李璟於是任命查文徽為江西安撫使，讓其去國境觀察是否應出兵。查文徽銳意進取，到上饒後便向李璟報告說攻其必克。於是李璟下詔征發洪州士兵，以邊鎬爲將，跟隨查文徽攻打建州。建州人討厭王氏，伐木開道迎接唐軍。查文徽軍來到蓋竹，遇到建州兵來，又聽說泉州、漳州、汀州都已歸順王延政，查文徽感到恐懼，撤退到建陽。而駐紮在邵武的臧循被王延政打敗，臧循被俘虜後斬于建州。李璟派何敬洙等前去支援。何敬洙、邊鎬與建州兵陷入僵持，查文徽讓建州的降將孟堅，偷偷帶兵繞到建州兵後方攻擊，建州兵大敗逃跑，於是佔領建州。建州雖然被攻下，但是唐軍無紀律，殺掠不禁，人民失望，打算叛亂。李璟知道卻不追究，隨後查文徽升遷為撫州觀察使，又拜永安軍留後。
保大八年（950年），吳越派間諜來詐稱福州大亂，查文徽大喜，派劍州刺史陳誨前往福州。陳誨帶領水師來到福州城下，擊敗其兵，俘虜吳越將馬先進等三人。一會兒查文徽也趕來，吳越的知威武軍吳程讓數百人假裝出迎，同時在西門設伏以待。陳誨認為不要趕著進去，查文徽說「疑者生變。」下令直接進城，結果陷入埋伏，大敗墜馬，被俘虜後押往杭州，將士死者萬人。李璟派使者將馬先進歸還給吳越，請求換回查文徽。錢俶同意讓查文徽回去，在查文徽臨走前，錢俶歡送他，但在查文徽酒中放毒；查文徽回到金陵，毒性發作，結果查文徽嗓音嘶啞，不得不以工部尚書的官位致仕。查文徽的女婿朱元向後周投降後，南唐杀朱元家属，查文徽为女儿求情未果，并受到牽連，被流放到宣州，並在那裡去世，虛歲七十歲。諡號為宣。